# Mignane Diouf
Mignane Diouf (Sály, 2 gennaio 1989) è un calciatore senegalese, attaccante del Pikine.

## Carriera

### Club
Diouf cominciò la carriera con la maglia del Diambars. Il 26 agosto 2010 passò in prestito ai norvegesi del Tromsø, fino al termine della stagione in corso. Esordì nell'Eliteserien in data 3 ottobre, subentrando a Sigurd Rushfeldt nel pareggio per 1-1 sul campo dello Start. L'attaccante senegalese non riuscì ad imporsi in questo periodo. Fece così ritorno al Diambars, prima di essere ceduto nuovamente in prestito. Passò infatti al Montréal Impact, formazione militante nella North American Soccer League (NASL). A fine stagione, ritornò al Diambars. Nel 2013, si trasferì ai marocchini dell'Olympique Khouribga.

### Nazionale
Il 7 gennaio 2013, fu inserito tra i convocati per la sfida amichevole tra Senegal e Cile. Il 15 gennaio, durante la sfida contro la formazione sudamericana, subentrò ad Baye Oumar Niasse nel corso del secondo tempo.